# Plus 2
Plus 2 a fost o formație românească de muzică hip hop, alcătuită din Cristian Ghena și Mihai Borcan. Cei doi își numesc stilul muzical happy-hop, datorită versurilor comice din piese. Grupul a lansat două albume de studio împreună cu casa Intercont, fiind cunoscut pentru cântece precum „Dau la pompă” sau „Shaorma”.

## Discografie
- Dau la pompă (2002)
- La Mamaia (2003)